# Kungliga Djurgårdsinrättningen
Kungliga Djurgårdsinrättningen på Öland var ett arrangemang som stadfästes av Johan III år 1572, även om Öland långt innan dess ansetts vara den svenske kungens egen djurgård - och ägde bestånd till 1801, då den avskaffades av Gustav IV Adolf.

## Bakgrund
Johan III:s beslut innebar att hela ön var inrättad som en kunglig jaktpark, där allt högvilt var kungens egendom. Ölänningarna var förbjudna all jakt. Det förekom också förbud för ölänningar att ha hund om inte ett av benen var stäckt (stukat) så att hunden inte kunde jaga villebråd. 
Därtill var alla träden på Öland förbehållna kronan och inga träd eller grenar fick huggas av ölänningarna, som tvingades skaffa trävirke till husbyggen från fastlandet samt elda med torkad kodynga istället för huggen ved.
Stränga straff upp till dödsstraff kunde utdömas för ölänningar som bröt mot dessa bestämmelser.

### Avskaffning
För ölänningarna blev den kungliga Djurgårdsinrättningen något av en plåga när de utan att få göra något fick se de kungliga hjortarna gå och trampa ner och beta i deras odlade grödor och de hade många klagomål som till slut ledde till beslutet den 12 maj 1801 att avskaffa Djurgårdsinrättningen på Öland.
Den 12 maj firas därför numera som Ölands dag.

## Andra kungliga Djurgårdar
Även Åland har varit kunglig djurgård och en sådan fanns också i östra utkanten av Stockholm (det som idag är Djurgården, Gärdet, Hjorthagen och Norra Djurgården).. Vidare fanns en djurgård i Linköping.